# Liste der Mitglieder der Deutschen Akademie der Naturforscher Leopoldina/1876
Die Liste der Mitglieder der Deutschen Akademie der Naturforscher Leopoldina für 1876 enthält alle Personen, die im Jahr 1876 zum Mitglied ernannt wurden. Insgesamt gab es 18 neu gewählte Mitglieder.

## Neu gewählte Mitglieder
| Nr.  | Name                                       | Geboren       | Aufnahme | Gestorben     | Fachsektion                                                    | Bild                                       |
| ---- | ------------------------------------------ | ------------- | -------- | ------------- | -------------------------------------------------------------- | ------------------------------------------ |
| 2158 | August von Krempelhuber                    | 14. Sep. 1813 | 5. Apr.  | 2. Okt. 1882  | Botanik                                                        | August von Krempelhuber                    |
| 2159 | Paul Heinrich Zech                         | 12. Juni 1828 | 10. Apr. | 16. Jan. 1893 | Physik und Meteorologie                                        |                                            |
| 2160 | Paul Wilhelm Magnus                        | 29. Feb. 1844 | 10. Apr. | 13. März 1914 | Botanik                                                        | Paul Wilhelm Magnus                        |
| 2161 | Georg Emil Carl Christoph Schüz            | 12. Aug. 1828 | 10. Apr. | 6. Apr. 1877  | Botanik                                                        |                                            |
| 2162 | Josst Probst                               | 23. Feb. 1823 | 11. Apr. | 9. März 1905  | Mineralogie und Geologie                                       | Josef Probst                               |
| 2163 | Wilhelm Elias Ahles                        | 20. Sep. 1829 | 12. Apr. | 26. Aug. 1900 | Botanik                                                        | Wilhelm Elias von Ahles                    |
| 2164 | Carl Deffner                               | 8. Feb. 1817  | 13. Apr. | 11. Juni 1877 | Mineralogie und Geologie                                       | Carl Deffner                               |
| 2165 | William Adolf Ludwig Marshall              | 6. Sep. 1845  | 19. Apr. | 16. Sep. 1907 | Zoologie und Anatomie                                          | William Adolf Ludwig Marshall              |
| 2166 | Oscar Böttger                              | 31. März 1844 | 21. Apr. | 25. Sep. 1910 | Mineralogie und Geologie Zoologie und Anatomie                 | Oskar Böttger                              |
| 2167 | Friedrich August Wilhelm Thomas            | 22. Nov. 1840 | 29. Apr. | 19. Dez. 1918 | Botanik                                                        | Friedrich August Wilhelm Thomas            |
| 2168 | Otto Köstlin                               | 19. Nov. 1818 | 30. Apr. | 1. Sep. 1884  | Zoologie und Anatomie Wissenschaftliche Medizin                |                                            |
| 2169 | Hermann Friedrich von Hölder               | 17. Okt. 1819 | 1. Mai   | 11. März 1906 | Zoologie und Anatomie                                          |                                            |
| 2170 | Carl Benjamin Klunzinger                   | 18. Nov. 1834 | 4. Mai   | 21. Juni 1914 | Zoologie und Anatomie Anthropologie, Ethnologie und Geographie | Carl Benjamin Klunzinger                   |
| 2171 | Heinrich Gustav Adolf Engler               | 25. März 1844 | 19. Mai  | 10. Okt. 1930 | Botanik                                                        | Heinrich Gustav Adolf Engler               |
| 2172 | Carl Wilhelm Richard Koenig von Warthausen | 6. Feb. 1830  | 17. Dez. | 4. Jan. 1911  | Zoologie und Anatomie                                          | Carl Wilhelm Richard Koenig von Warthausen |
| 2173 | Wilhelm Baum                               | 10. Sep. 1799 | 21. Dez. | 6. Sep. 1883  | Wissenschaftliche Medizin                                      | Wilhelm Baum                               |
| 2174 | Heinrich Alexander Pagenstecher            | 18. März 1825 | 21. Dez. | 4. Jan. 1889  | Zoologie und Anatomie                                          | Heinrich Alexander Pagenstecher            |
| 2175 | Alexander Reumont                          | 26. Sep. 1817 | 23. Dez. | 8. Juli 1887  | Wissenschaftliche Medizin                                      |                                            |